# Tiepin
U organskoj hemiji, tiepin je nezasićeno sedmočlano heterociklično jedinjenje, sa šest atoma ugljenika i jednim atomom sumpora.
Benzotiepini imaju jednu spojenu benzensku grupu i dibenzotiepini, poput dosulepina i zotepina imaju dve spojene benzenske grupe.

## Literatura
1. ↑   уреди
2. ↑  Evan E. Bolton; Yanli Wang; Paul A. Thiessen; Stephen H. Bryant (2008). „Chapter 12 PubChem: Integrated Platform of Small Molecules and Biological Activities”. Annual Reports in Computational Chemistry. 4: 217—241. doi:10.1016/S1574-1400(08)00012-1.
3. ↑  Clayden, Jonathan; Greeves, Nick; Warren, Stuart; Wothers, Peter (2001). Organic Chemistry (I изд.). Oxford University Press. ISBN 978-0-19-850346-0.

## Spoljašnje veze
- Thiepins на 
- Benzothiepins на 